# Espécie dependente de conservação
Uma espécie dependente de conservação é uma que foi categorizada como "dependente de conservação" ("LR/cd") pela IUCN, o que significa que uma espécie pouco preocupante necessita de esforços de conservação para não se tornar uma espécie ameaçada.
A categoria é parte dos critérios de 1994 (versão 2.3) da IUCN, não mais utilizados na avaliação dos taxa, mas persiste na Lista vermelha da IUCN para taxa avaliados antes de 2001, quando a versão 3.1 foi utilizado pela primeira vez. Os taxa re-avaliados em 2001 passaram a ser considerados na categoria quase ameaçada, mas os que não foram re-avaliados continuam na categoria "dependente de conservação". 
Exemplos neste categoria são a Camurça-dos-pirenéus, o tubarão-leopardo, o jacaré-açu.
Há 402 taxa (148 animais e 254 plantas) ainda classificados nesta categoria, com última avaliação datando de 2000 ou antes. Os taxa animais são 110 espécies, 33 subespécies (todos mamíferos), 4 subpopulações, e as plantas são até 238 espécies, 10 subespécies e 6 variedades.